# Carlos Polístico García
Carlos Polístico García (4 de novembre de 1896 – 14 de juny de 1971) fou un mestre, poeta, orador, advocat, funcionari públic, economista polític, membre de guerrilla i dirigent militar de la Mancomunitat filipina, que fou el 8è president de les Filipines.

## Primers anys
García va néixer a Talibon, Bohol, Filipines, el 4 de novembre de 1896, fill de Policronio García i Ambrosia Polístico, ambdós nadius de Bangued, Abra.
García va créixer envoltat de polítics, ja que el seu pare va exercir com a alcalde municipal durant quatre mandats. Va rebre la seva educació primària en la seva ciutat nativa Talibon; posteriorment va rebre la seva educació secundària en l'aleshores Institut Provincial de Cebu, ara Abellana National School. Va començar la seva educació universitària a la Universitat de Silliman de Dumaguete (Negros Oriental), i més tard estudià a l'Escola de Dret de les Filipines, on va obtenir el seu grau de dret el 1923 i més tard on va rebre el doctorat honorífic d'Humanitats, Honoris Causa de la Universitat Nacional el 1961. Estava situat entre els deu millors estudiants de dret.
En comptes d'exercir immediatament com a advocat, va treballar com a mestre durant dos anys a l'Institut Provincial de Bohol. Fou famós a Bohol per la seva poesia, on es va guanyar els malnoms de "Príncep dels Poetes bisaya" i el "Bard de Bohol".
El 24 de maig de 1933, va contraure matrimoni amb Leonila Dimataga. La parella va tenir una filla, Linda García-Campos.

## Carrera política
García es va iniciar en la política el 1925, marcant una victòria impressionant per esdevenir Representant del Tercer Districte de Bohol. Va ser elegit per un altre mandat el 1928 fins 1931. Va ser elegit Governador de Bohol el 1933, però només va exercir fins 1941, quan va concórrer pel Senat, encara que no va poder exercir-hi a causa de l'ocupació japonesa de les Filipines durant la Segona Guerra Mundial. Va assumir el càrrec quan es va reconstituir el Congrés el 1945 després de l'alliberament per part dels Aliats i del final de la guerra. Quan va reprendre els seus deures com a senador després de la guerra, fou escollit com a portaveu dels grups majoritaris al Senat. La premsa acostumava a considerar-lo com un dels senadors més excepcionals. Simultàniament, va ocupar una posició en el Partit Nacionalista.

## Vicepresidència

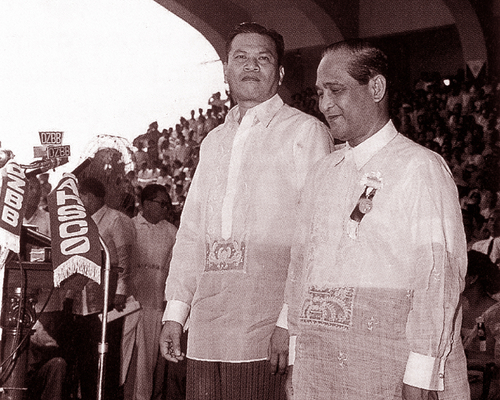
García (dreta) i Magsaysay (esquerra)

García va concórrer amb Ramón Magsaysay y del Fierro en la candidatura que finalment fou guanyadora en les eleccions presidencials de 1953. En véncer, el president Magsaysay va nomenar García com a Secretari d'Afers Exteriors, càrrec que va simultanejar amb el de vicepresident durant quatre anys.
Com a Secretari d'Afers Exteriors, va iniciar les negociacions formals de reconciliació en un esforç per acabar l'estat tècnic de guerra entre Japó i les Filipines, que ja durava nou anys, la qual cosa va portar a un acord l'abril de 1954. Durant la Conferència de Ginebra de 1954 sobre la unificació de Corea i altres problemes asiàtics, García, com a president de la delegació Filipina, va atacar les el comunisme dins Àsia i va defensar la política dels EUA en l'Orient Mitjà. En un discurs pronunciat el 7 de maig de 1954 –el dia en què el Việt Minh va derrotar les forces franceses a la Batalla de Diên Biên Phu, a Vietnam– García va insistir la posició Filipina a favor del nacionalisme i en oposició al comunisme.
García va actuar com a president de la Conferència de Seguretat del Sud-est Asiàtic formada per vuit països, celebrada a Manila el setembre de 1954, que finalment va donar lloc al desenvolupament de l'Organització del Tractat del Sud-est Asiàtic (SEATO).

## Presidència

### Ascens

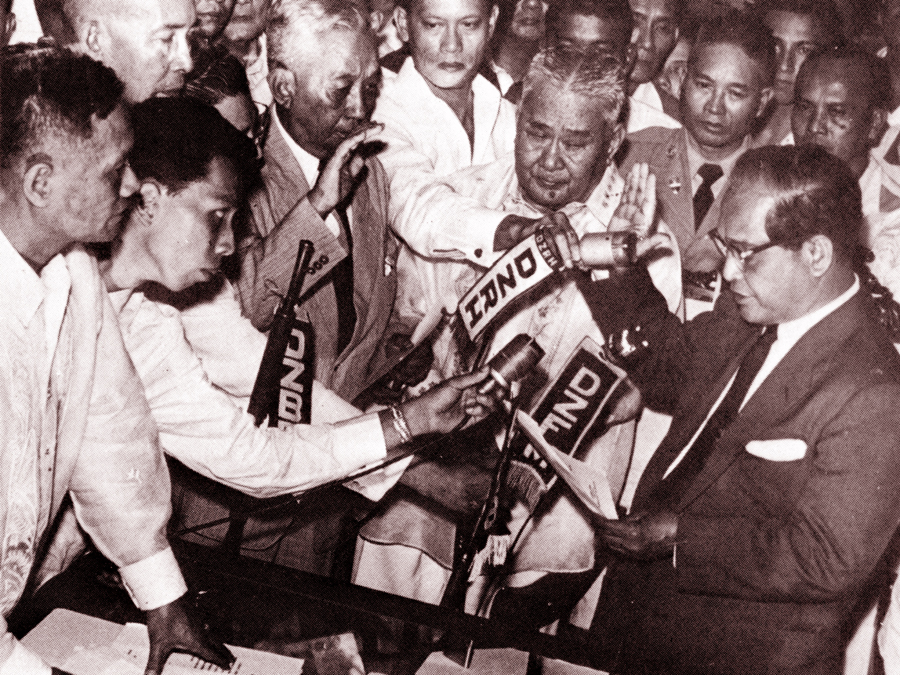
Jurament del càrrec com a President del fins aleshores Vicepresident Carlos P. García (dreta)

En el moment de la mort sobtada del president Magsaysay el 17 de març de 1957, García estava al capdavant de la delegació filipina a la conferència de la SEATO que s'estava celebrant a Canberra, Austràlia. Quan va ser immediatament notificat de la tragèdia, el vicepresident García va volar cap a Manila. A la seva arribada, es va dirigir directament cap al Palau Malacañang per tal d'assumir els deures de President. Les primeres accions del president García estaven encaminades a declarar un període de dol arreu de l'estat, així com l'organització de les cerimònies fúnebres per al president mort.

### Política "Filipins Primer"
García va promulgar la Política Filipins Primer, per la qual fou conegut. Aquesta política afavoria clarament els empresaris filipins per davant dels inversors estrangers. També fou responsable de canvis en el petit comerç que van afectar els empresaris xinesos situats a les Filipines. En un discurs durant una sessió conjunta del Congrés el 18 de setembre de 1946, García va dir el següent:
| « | We are called upon to decide on this momentous debate whether or not this land of ours will remain the cradle and grave, the womb and tomb of our race – the only place where we can build our homes, our temples, and our altars and where we erect the castles of our racial hopes, dreams and traditions and where we establish the warehouse of our happiness and prosperity, of our joys and sorrows. | » |